# Izba Reprezentantów (Antigua i Barbuda)
Izba Reprezentantów (ang. House of Representatives) – izba niższa parlamentu Antigui i Barbudy, licząca 19 członków powoływanych na pięcioletnią kadencję.

## Ordynacja wyborcza
Siedemnaście miejsc w Izbie obsadzanych jest poprzez wybory powszechne, w których stosowana jest ordynacja większościowa i jednomandatowe okręgi wyborcze. Z urzędu członkiem Izby jest prokurator generalny Antigui i Barbudy, a także apolityczny spiker Izby, którego wybieralni deputowani powołują spoza swojego grona. W przypadku opróżnienia jednego z wybieralnych mandatów przeprowadzane są wybory uzupełniające, które muszą odbyć się w ciągu 120 dni.

### Czynne prawo wyborcze
Czynne prawo wyborcze posiadają obywatele Antigui i Barbudy mające ukończone 18 lat i mieszkającym przez co najmniej miesiąc przed zamknięciem spisu wyborów na obszarze okręgu wyborczego, w którym zamierzają oddać głos. Głosować mogą także obywatele innych państw Wspólnoty Narodów pod warunkiem zamieszkania na terytorium Antigui i Barbudy przez okres trzech lat przed wyborami.

### Bierne prawo wyborcze
Bierne prawo wyborcze przysługuje wyłącznie obywatelom Antigui i Barbudy, mającym ukończone 21 lat i mieszkający na terytorium kraju przez co najmniej rok przed wyborami. Wymagana jest znajomość języka angielskiego w mowie i w piśmie, przy czym prawo zastrzega, iż kandydować mogą również osoby niewidome lub mające kłopot z pisaniem z innych powodów zdrowotnych. Kandydować nie mogą niektórzy urzędnicy państwowi, a także duchowni wszystkich wyznań. Czynnikami uniemożliwiającymi wybór do Izby są także postawienie w stan bankructwa, poważna choroba psychiczna, trwające odbywanie kary pozbawienia wolności dłuższej niż 1 rok, a także skazanie za niektóre rodzaje przestępstw w okresie 10 lat przed wyborami. Kandydatów mogą zgłaszać partie polityczne, a także osoby prywatne.

## Zobacz także
- Chronologiczna lista przewodniczących parlamentu Atigui i Barbudy